# 李成美
李成美（820年代—840年2月12日 ），唐敬宗的第六子和最幼子。生母不详。封陈王，曾被叔父唐文宗立为皇太子，但在文宗死后被宦官仇士良矫诏废黜，仍为陈王，随即被杀。

## 生平
其兄李言扬生于826年，同年敬宗被杀，所以他是在826年或827年出生。
敬宗的弟弟唐文宗在開成二年（837年）以他为陈王，与诸兄同时封。开成三年（838年），太子李永薨逝，文宗儿子全已死去。大臣数请建东宫，杨贤妃请以皇弟李溶为皇储，宰相李珏不同意。文宗中意李成美，开成四年（839年）十一月，诏立为皇太子，置酒殿中，并令有司择日准备册命。次日，文宗召教坊刘楚材等四人、宫人张十十等十人，责骂他们陷害太子，恐怕也会陷害新太子；将他们逮捕下狱，都处决。
开成五年（840年），李成美被立为皇太子的典册之礼尚未完备，文宗已经病重，枢密使刘弘逸、薛季棱与宰相李珏、杨嗣复要立太子为帝。神策军护军中尉仇士良、鱼弘志不同意，与宰相商议另立，李珏说：“皇帝已经指名陈王了！”仇士良、鱼弘志便矫诏称太子年幼且身体不好，复废为陈王，改立皇弟颍王李瀍为皇太弟权勾当军国事。正月初四，文宗驾崩，仇士良说服皇太弟下令于正月初六赐死李成美于王邸，并杀杨贤妃、李溶，以绝人望。
皇太弟登基为唐武宗后，因得位非宰相本意，很薄待宰相，贬杨嗣复、李珏，诛薛季稜、刘弘逸，又派宦官赐死杨嗣复、李珏。宰相李德裕、崔郸、崔珙等在延英殿劝谏，武宗谈及当初立嗣之争时说“且珏等各有附会，若珏、季棱属陈王，犹是先帝意”“李珏、季稜志在扶册陈王”“立陈王犹是文宗遗旨”，最终仍被说动，追回宦官，杨嗣复和李珏获救。
李成美至少有19子，第19子李俨为宣城郡王（存疑，见下）。
唐朝末年有嗣陈王，或即李成美之后。

### 争议记载
按《旧唐书》本传，李成美至少有十九子，但其享年至多只有十五岁，且《旧唐书·文宗纪下》载所谓李成美第十九子李俨系开成三年以“故陈王第十九男”受封。对于宣城郡王李俨是否李成美之子，沈炳震在《唐书合钞》中引用了一段对此表示质疑的文字：《新书·宗室表》认为表明李俨身份的“故陈王第十九男”描述所指陈王是唐玄宗之子陈王李，而非李成美。沈本人则认为此说也有缺陷。

## 延伸阅读
[在维基数据编辑]
 《舊唐書/卷175》，出自刘昫《舊唐書》